# De gruwel der verwoesting

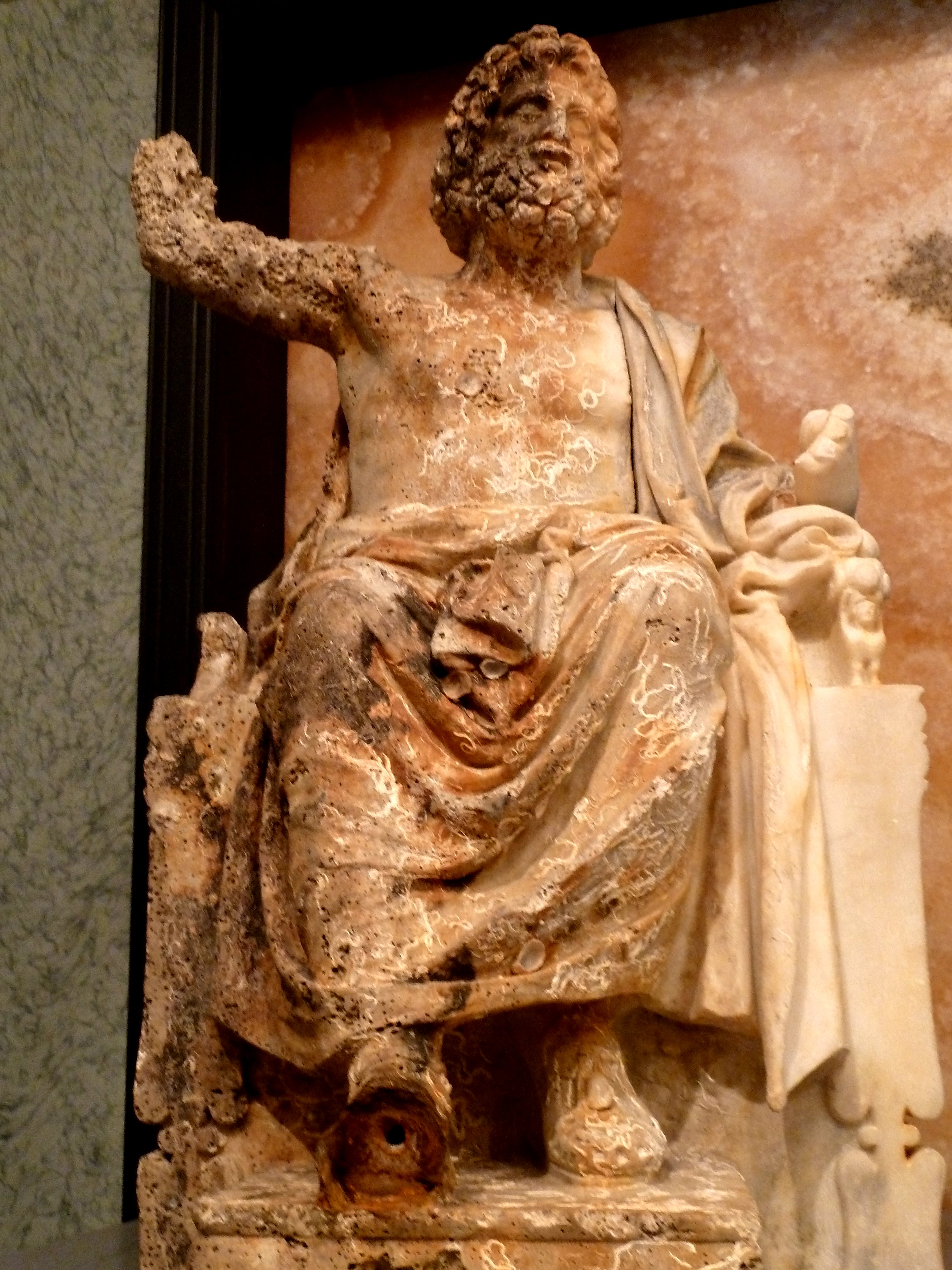
Een beeld van Zeus was mogelijk de 'gruwel der verwoesting'

De gruwel der verwoesting of verwoestende gruwel (Hebreeuws: הַשִּׁקּ֥וּץ מְשֹׁמֵֽם, šiqqûṣ šōmēm) wordt genoemd in Daniël 9:27 in de Hebreeuwse Bijbel. Volgens het Nieuwe Testament zei Jezus toen hij de eindtijd beschreef, dat als de 'gruwel der verwoesting' staat op de heilige plaats, men moet vluchten naar de bergen (Matteüs 24:15; Marcus 13:14). In de brontekst hiervan staat de Griekse term βδέλυγμα τῆς ἐρημώσεως, bdélugma tèis eremōseōs. 
In zowel het klassieke als het rabbijnse Hebreeuws wordt hetzelfde woord voor gruwel ook gebruikt voor een afgod. Het kan dus deze betekenis hebben in Daniël, wat zou leiden tot een vertaling met de "onbeweeglijke gruwel" of "verschrikkelijke gruwel".

## Interpretatie
De gruwel der verwoesting wordt vaak geïnterpreteerd als een object dat zorgt voor heiligschennis en volgens Daniël en de evangeliën in de tempel geplaatst zou worden. In verscheidene bewegingen wordt deze gebeurtenis geïnterpreteerd als een beschrijving van het voorval in 168 v.Chr. waarbij Antiochus IV Epiphanes bevel gaf om het altaar van Baäl Hasjamaïm (het Syrische equivalent van Zeus) op te zetten in de Joodse tempel te Jeruzalem.
Eindtijdbewegingen stellen dat deze gebeurtenissen nog moeten komen, omdat Jezus de profetie van Daniël citeerde toen het beeld Zeus al jaren was verwijderd uit de tempel. Soms wordt de aanduiding gezien als verwijzing naar de antichrist.